# Scopula planipennis
Scopula planipennis är en fjärilsart som beskrevs av W. Warren 1900. Scopula planipennis ingår i släktet Scopula och familjen mätare. Inga underarter finns listade.